# Уендис
„Уендис“ (на английски: Wendy’s) е верига от закусвални за бързо хранене основана от Дейв Томас и Джон Шуслер на 15 ноември 1969 г. в Кълъмбъс, Охайо, САЩ. Към декември 2006 г. „Уендис“ е третата по големина верига с около 6700 закусвални след съответно „Бъргър Кинг“ с 11 200 и „Мак Доналдс“ с 31 000 закусвални.

## История
На 24 април 2008 „Уендис“ обявява сливане с „Triarc“ – компанията майка на „Aрбис“. Въпреки новите собственици, „Уендис“ остава базирана в Дъблин, Охайо. Преди сделката „Уендис“ отказва поне още две предложения за сливане с „Triarc“. След закупуването на „Уендис“, „Triarc” става известна като „Wendy's/Arby's Group“.
Wendy's/Arby's Group е компанията майка на „Wendy’s“ и е публично акционерно дружество. Около 77% от закусвалните на „Wendy’s“ са изградени на базата на франчайзинг като по-голямата част са базирани в Северна Америка. Компанията е работодател на повече от 46 хил. души. През фискалната 2006 г. „Уендис“ реализира оборот от 9,45 млрд. американски долара. Докато управителите на компанията налагат стандарти за външния вид на закусвалните, качеството на храните и менюто, акционерите определят работното време и интериора на закусвалните, ценообразуването и униформите и заплащането на персонала.
Като отговор на спада в общата производителност на ресторантите през 1986 г., „Уендис“ въвежда по-високи хигиенни стандарти, обновява менюто си и подобрява други операционни детайли, за да повиши конкурентоспособността на своите закусвални.

## Менюто
Менюто на „Уендис“ главно се състои от сандвичи, хамбургери, пържени картофки и безалкохолни напитки. Компанията няма известен сандвич като „Биг Мак“ на „Мак Доналдс“ или „Уопър“ на „Бъргър Кинг“. Вместо това „Уендис“ залага на друго конкурентно предимство – известните си квадратни хлебчета за сандвичи. Компанията рекламира още, че използва прясно телешко месо за своите сандвичи, а не замразени шницели, както нейните конкуренти.
Освен с квадратните си хлебчета за сандвичи, закусвалните „Уендис“ са известни и с „Frosty“ – много гъст млечен шейк. Идеята, всъщност е копирана от „Kewpee Hamburgers“ – закусвалня в Каламазу, Мичиган, родното градче на Дейв Томас.
„Уендис“ предлага две различни големини на хлебчетата – „Junior“ 50,4 гр. и „Single“ 113,4 гр. И двете големини се предлагат като единичен, двоен и троен сандвич. Оригиналният грамаж на хлебчето „Junior“ от 56,7 гр. е редуциран през 2007 г. за данамалят разходите от увеличаващите се цени на хранителните продукти. В началото „Уендис“ са предлагали само два сандвича с пилешко – с пържено и печено месо. Техния сандвич с пикантно пилешко месо стартира като промоция, но вследствие на голямата си популярност и леснота на приготвянето му, той заема постоянно място в менюто на „Уендис“.
Друг подобен пример е линията сандвичи „Frescata“, стартирала като промоция и заела постоянно място в менюто. Декември 2007 г., обаче линията сандвичи „Frescata“ е спряна поради намаления интерес от страна на клиентите към нея.
През 1988 г. „Уендис“ е първата вeрига закусвални, която въвежда така нареченото „Долар меню“, с което за 99 цента клиентите получават сандвич, пържени картофки и напитка. Това е добър пример за иновация в предлагането на продукцията на закусвалните, която дава голямо конкурентно предимство. През 2007 г. „Dollar Menu“ се преименува на „Super Value Menu“ с цена от 99 цента до два долара.

## Борба с конкуренцията
След успешен ранен растеж на веригата, продажбите претърпяват застой, докато компанията се опитва да постигне собствен облик в изключително конкуриращия се пазар за бързо хранене. Това обаче се променя средата на 80-те. На 9 януари 1984 г. стартира успешната рекламна кампания на име „Where's the Beef?“ („Къде е телешкото“, от англ.) с участието на възрастната актриса Клара Пилър. Рекламните послания бързо се налагат в средностатистическия американец, дори са използвани от Уолтър Мондейл в дебат с Гари Харт за изборите на демократите в САЩ.
Скоро Пилър е сменена със самия основател на компанията – Дейв Томас. Рекламите с мекия и ведър глас на Томас се фокусират върху възхваляването на продуктите на „Уендис“ и отдаване на качеството в предлаганите продукти. След смъртта на Томас през 2002 г. „Уендис“ работят по създаването на нова рекламна кампания, и след редица безлични реклами, през 2004 г. опитват със създаването на образа на „Mr. Wendy“ („Господин Уенди“, от англ.), който претендира да бъде неофициалния говорител на веригата. Този опит се оказва изключително непечеливш. След няколко месеца компанията се връща към анимираните си клипове, наблягащи на различията между квадратните хлебчета на „Уендис“ и останалите кръгли хамбургери на конкурентите.
„Уендис“ залагат на продуктово позициониране в игрални филми като: „The Day After Tomorrow“ („След утрешния ден“, от англ.), „Mr. Deeds“ („Мистър Дийдс“), „Garfield: The Movie“ („Гарфиилд“), „Click“ („Щрак“). Също така компанията рекламира косвено и в някои популярни предавания за северноамериканския пазар, като „Extreme Makeover: Home Edition“ например.
Друга запомняща се рекламна кампания на „Уендис“ е кампанията „Ranch Tooth“ пусната през 2005 г. с гласа на Адам Карола, създадена от рекламния гуру Фил Колин от McCann Erickson Worldwide.
|  | Тази страница частично или изцяло представлява превод на страницата Wendy's в Уикипедия на английски. Оригиналният текст, както и този превод, са защитени от Лиценза „Криейтив Комънс – Признание – Споделяне на споделеното“, а за съдържание, създадено преди юни 2009 година – от Лиценза за свободна документация на ГНУ. Прегледайте историята на редакциите на оригиналната страница, както и на преводната страница, за да видите списъка на съавторите. ВАЖНО: Този шаблон се отнася единствено до авторските права върху съдържанието на статията. Добавянето му не отменя изискването да се посочват конкретни източници на твърденията, които да бъдат благонадеждни. |